# Liste des universités à Bruxelles
 (mai 2011).
Si vous disposez d'ouvrages ou d'articles de référence ou si vous connaissez des sites web de qualité traitant du thème abordé ici, merci de compléter l'article en donnant les références utiles à sa vérifiabilité et en les liant à la section « Notes et références ».
Bruxelles devient une ville universitaire seulement en 1788, bien qu'elle soit depuis le XVIe siècle la capitale politique des Pays-Bas espagnols (1555-1714), puis des Pays-Bas autrichiens (1714-1795). Mais c'est surtout à partir de la création du royaume de Belgique en 1830 que Bruxelles devient un pôle universitaire important, notamment par la création en 1834 de l'université libre de Bruxelles.

## Contexte
La première université des Pays-Bas est créée en 1425 à Louvain, sous le règne du duc de Brabant Jean IV.
En 1575, une université est établie à Leyde, pendant l'insurrection contre Philippe II, par le gouvernement insurrectionnel de Guillaume d'Orange, stathouder de Hollande. Elle devient l'université (calviniste) des Provinces-Unies lorsque ce nouvel État est créé en 1581 (acte de La Haye).
L'université de Bruxelles résulte d'une volonté de l'empereur Joseph II de moderniser le système d'enseignement dans toutes les possessions de la maison de Habsbourg (archiduchés autrichiens, royaume de Bohême, royaume de Hongrie, Pays-Bas autrichiens), au détriment notamment de l'université de Louvain, qu'il estime obsolète.
Le 17 juillet 1788, il établit à Bruxelles trois des facultés de l'université de Louvain. Mais elles fonctionnent peu de temps, victimes de la réaction contre les réformes de Joseph II : le 1er mars 1790, la révolution des États belgiques unis les rétablit à Louvain.
Par la suite, après les vicissitudes de la période des révolutions (1790-1830), notamment l'annexion par la France (1795-1814), Bruxelles bénéficie de son statut de capitale du royaume de Belgique, devenu indépendant du royaume uni des Pays-Bas (1814-1830).

## Chronologie des universités et établissements d'enseignement supérieur à Bruxelles depuis 1788
Les dates correspondent à l'implantation effective à Bruxelles.

### Période des Pays-Bas autrichiens (1788-1794)
- 1788 à 1790 : Faculté de médecine, Faculté de droit civil et Faculté des arts de l'université de Louvain (fondée en 1425 et supprimée en 1797). Le « recteur magnifique » est le docteur Van Leempoel[3], docteur en médecine de l'ancienne université de Louvain, agent des États Belgiques Unis à La Haye[4], membre de la loge bruxelloise de la Constance de l'Union[5].

### Période de l'annexion à la France (1795-1814)
- 1797 à 1802 : École centrale de Bruxelles, précisément École centrale du département de la Dyle, établie à Bruxelles en mai 1797, pour remplacer l'ancienne université de Louvain supprimée peu après, le 25 octobre 1797. En fait, elle remplace seulement la Faculté des Arts.

- 1806 : création de l'université impériale à Bruxelles par l'empereur Napoléon Ier.

### Période du royaume uni des Pays-Bas (1814-1830)
- 1817 : suppression de l'université napoléonienne de Bruxelles.

### Période du royaume de Belgique (depuis 1830)
- 1832 à 1991 : École royale de médecine vétérinaire de Cureghem[6], devenue Faculté de médecine vétérinaire en 1965, intégrée à l'Université de Liège en 1969[7] et transférée à Liège en 1991[8].

- 1834 à nos jours : École royale militaire.

- 1834 à nos jours : Université libre de Bruxelles. La Faculté d'architecture, fondée en 2009, continuant sans interruption l'Académie des Beaux-Arts peut revendiquer une fondation en 1711.

- 1858 à nos jours : Université Saint-Louis - Bruxelles, devenu l'UCLouvain Saint-Louis Bruxelles en 2023.

- 1894 à 1919 : Université nouvelle de Bruxelles

- 1926 à 2009 : Institut supérieur d'architecture de la communauté française (La Cambre), absorbée en 2009 par la Faculté d'architecture de l'Université libre de Bruxelles.

- depuis 1950 : Faculté universitaire de théologie protestante (Bruxelles) / Universitaire Faculteit voor Protestantse Godgeleerdheid (Bruxelles).

- depuis 1954 : Institut catholique des hautes études commerciales (ICHEC), haute école de type long.

- depuis 1958 : Institut des hautes études des communications sociales (IHECS), haute école de type long.

- depuis 1961 : Centre international Lumen Vitae.

- 1969 à 2007 : Katholieke universiteit Brussel (rameau néerlandophone des Facultés universitaires Saint-Louis fondées en 1858).

- depuis 1970 : Vrije universiteit Brussel (rameau néerlandophone de l'Université libre de Bruxelles, fondée en 1834).

- 1972 à 2014 : Boston University Brussels[9].

- depuis 1974 : campus UCLouvain Bruxelles Woluwe de l'Université catholique de Louvain, dont la Faculté de médecine.

- 1992 à nos jours : United Business Institutes.

- 1998 à nos jours : Brussels School of International Studies

- 2007 à nos jours : Faculté des sciences islamiques de Bruxelles (FSIB).

- 2007 à 2014 : Hogeschool-Universiteit Brussel, fusion de Katholieke universiteit Brussel et de EHSAL.

- depuis 2013 : KU Leuven campus Brussel (suite de la Katholieke universiteit Brussel qui se sépare de l'Hogeschool-Universiteit Brussel).

## Population étudiante
Nombre d'étudiants en 2021 par université. Ce graphique prend en compte uniquement les étudiants inscrits dans un campus bruxellois (sites de Bruxelles Woluwe et Bruxelles Saint-Gilles pour l'UCLouvain, et campus Brussel et Sint-Lucas Brussel pour la KU Leuven, et excluant les inscriptions dans le Hainaut pour l'université libre de Bruxelles),,.
Le graphique qui aurait dû être présenté ici ne peut pas être affiché car il utilise l'ancienne extension Graph, désactivée pour des questions de sécurité. Des indications pour créer un nouveau graphique avec la nouvelle extension Chart sont disponibles ici.